# Condado de Bobadilla
El Condado de Bobadilla es un título nobiliario español creado por el rey Carlos I por carta de 6 de marzo de 1543 a favor de don Pedro de Narváez y Rojas, Señor de Bobadilla, Alférez Mayor de Antequera, Comendador de Castilleja de la Cuesta en la Orden de Santiago, en atención a sus méritos así como a los muchos, grandes y señalados servicios de su padre Don Ruy Díaz de Rojas y Narváez, Señor de la villa de Bobadilla, Alcaide de Antequera, del Consejo de Guerra del Emperador y su Capitán General de las provincias de Guipúzcoa y Álava y de Mazarquivir. El Real Despacho fue extendido el 7-I-1692 a favor de Pedro Jacinto Ruy Díaz de Narváez y Rojas Argote y Guzmán, Alférez Mayor Perpetuo y Regidor de Preeminencia de Antequera, Señor de las Villas de Bobadilla, Las Rozas y el Cambrón.
Su nombre se refiere a la localidad de Bobadilla, situada en el municipio andaluz de Antequera, en la provincia de Málaga.

## Señores de Bobadilla
- Rodrigo de Narváez Rojas, I señor de Bobadilla;
- Rodrigo de Narváez Rojas, II señor de Bobadilla;
- Pedro Rui Díaz de Narváez Rojas, III señor de Bobadilla;
- Luis Manuel de Narváez Rojas, IV señor de Bobadilla.

## Condes de Bobadilla
- Pedro Jacinto de Narváez Rojas y Argote, I conde de Bobadilla;
- Luis María de Narváez y Guzmán, II conde de Bobadilla;
- José González de Aguilar y Narváez, III conde de Bobadilla (VI marqués de la Vega de Armijo);
- Antonio González de Aguilar y Fernández de Córdoba, IV conde de Bobadilla, VII marqués de la Vega de Armijo.
- Antonio González de Aguilar y Correa, V conde de Bobadilla, VIII marqués de la Vega de Armijo.
- Carlos González de Aguilar y Martínez, VI conde de Bobadilla, IX marqués de la Vega de Armijo.
- Carlos González de Aguilar y Marín, VII conde de Bobadilla, X marqués de la Vega de Armijo.
- Rafael González de Aguilar y Molleja, VIII conde de Bobadilla, XI marqués de la Vega de Armijo.
- Rafael González de Aguilar y Poyatos, IX conde de Bobadilla.